# ダーラナー
ダーラナー（サンスクリット: धारणा、Dhāraṇā、漢語：執持）は、「心の集合または集中（呼吸の保持や止息）」、または「良い記憶を保持、着用、支持、維持、保持、記憶に留めておく行為」、または「堅固さ、不動性、確実性」を意味する言葉。 
この用語は、保持する、運ぶ、維持する、解決するという意味のサンスクリット語の動詞の語源「dha」と「ana」に関連している。 ダーラナーは名詞。
ダーラナーは、パタンジャリのヨガ・スートラの中でアシュタンガ・ヨガまたはラージャ・ヨガとして説明された8つの段階のうちの6番目の段階である。